# Won't Get Fooled Again
"Won't Get Fooled Again" é uma canção da banda de rock inglesa The Who, escrita pelo guitarrista e compositor principal Pete Townshend. Foi lançado como single em junho de 1971, alcançando o top 10 no Reino Unido, enquanto a versão completa de oito minutos e meio aparece como a faixa final do álbum de 1971 da banda Who's Next, lançado naquele mês de agosto. Nos EUA, o single entrou na Billboard em 17 de julho, alcançando a 15ª posição.
Townshend escreveu a música como número de encerramento do projeto Lifehouse, e a letra critica a revolução e o poder. A faixa é conhecida por uma figura de teclado em staccato, tocada em um órgão simples com um recurso de "ritmo" que produzia um efeito semelhante ao de um sintetizador. O Who tentou gravar a música em Nova York em março de 1971, mas regravou uma versão superior no Stargroves no mês seguinte usando o órgão da demo original de Townshend. No final das contas, Lifehouse como projeto foi abandonado em favor de Who's Next, um álbum simples, onde também se tornou a faixa de encerramento. Tem sido tocada como parte integrante do setlist da banda desde 1971, muitas vezes como o set mais próximo, e foi a última música que o baterista Keith Moon tocou ao vivo com a banda.
Além de ser um sucesso, a canção obteve elogios da crítica, aparecendo como uma das 500 melhores canções de todos os tempos da Rolling Stone. Foi regravada por vários artistas, como Van Halen, que levou sua versão ao N° 1 na parada de faixas de rock do álbum da Billboard. Tem sido utilizado em diversos programas de TV e filmes e em algumas campanhas políticas.

## Antecedentes
A música foi originalmente planejada para uma ópera rock em que Townshend estava trabalhando, Lifehouse, que era um exercício multimídia baseado em seus seguidores do avatar religioso indiano Meher Baba, mostrando como a iluminação espiritual poderia ser obtida por meio de uma combinação de banda e público.  A música foi escrita para o final da ópera, após o personagem principal, Bobby, ser morto e o "acorde universal" soar. Os personagens principais desaparecem, deixando para trás o governo e o exército, que se intimidam.  Townshend descreveu a música como "que grita desafio àqueles que sentem que qualquer causa é melhor do que nenhuma causa".  Mais tarde, ele disse que a música não era estritamente anti-revolução, apesar da letra "We'll be fighting in the streets" ("Estaremos lutando nas ruas"), mas enfatizou que a revolução pode ser imprevisível, acrescentando: "Não espere ver o que você espera ver. Não espere nada e você poderá ganhar tudo." O baixista John Entwistle disse mais tarde que a música mostrava Townshend "dizendo coisas que realmente importavam para ele, e dizendo-as pela primeira vez".
A mensagem da música está resumida na última linha "Meet the new boss, same as the old boss." ("Conheça o novo chefe, igual ao antigo chefe"). Townshend foi influenciado a escrever a composição por um incidente em Woodstock, quando ele expulsou Abbie Hoffman do palco, que havia confiscado o microfone durante um intervalo na apresentação da banda. Ele explicou a Creem em 1982: "Eu escrevi 'Won't Get Fooled Again' como uma reação a tudo isso - 'Deixe-me fora disso: não acho que o seu lote seria melhor do que o outro!' Todos aqueles hippies vagando por aí pensando que o mundo seria diferente daquele dia. Como um idiota inglês cínico, passei por tudo isso e tive vontade de cuspir neles, sacudi-los e tentar fazê-los perceber que nada havia acontecido. mudou e nada iria mudar."
Townshend estava lendo The Mysticism of Sound and Music, do fundador do Sufismo Universal, Inayat Khan, que se referia à harmonia espiritual e ao acorde universal, que restauraria a harmonia à humanidade quando tocado. Townshend percebeu que os sintetizadores emergentes lhe permitiriam comunicar essas ideias a um público de massa.  Ele conheceu o BBC Radiophonic Workshop, que lhe deu ideias para capturar a personalidade humana na música. Townshend entrevistou várias pessoas com perguntas do tipo clínico geral e capturou seus batimentos cardíacos, ondas cerebrais e mapas astrológicos, convertendo o resultado em uma série de pulsos de áudio. Para a demo de "Won't Get Fooled Again", ele conectou um órgão Lowrey a um filtro EMS VCS 3 que reproduzia as modulações codificadas por pulso de seus experimentos.  Posteriormente, ele atualizou para um ARP 2500.  O sintetizador não tocava nenhum som diretamente por ser monofônico; em vez disso, modificou os acordes do bloco no órgão como um sinal de entrada.  A demo, gravada em um andamento de intervalo em comparação com a versão do Who, foi completada por Townshend fazendo overdubs de bateria, baixo, guitarra elétrica, vocais e palmas. 

## Gravação
A primeira tentativa do The Who de gravar a música foi no Record Plant na W 44 Street, na cidade de Nova York, em 16 de março de 1971. O gerente Kit Lambert recomendou o estúdio ao grupo, o que lhe rendeu crédito de produtor, embora o trabalho de fato tenha sido feito por Felix Pappalardi. Esta tomada contou com a participação do colega de banda de Pappalardi em Mountain, Leslie West, na guitarra solo. 
Lambert provou ser incapaz de mixar a faixa, e uma nova tentativa de gravação foi feita no início de abril na casa de Mick Jagger, Stargroves, usando o Rolling Stones Mobile Studio.  Glyn Johns foi convidado para ajudar na produção e decidiu reutilizar a faixa de órgão sintetizado da demo original de Townshend, já que a regravação da parte em Nova York foi considerada inferior ao original. Keith Moon teve que sincronizar cuidadosamente sua bateria com o sintetizador, enquanto Townshend e Entwistle tocavam guitarra elétrica e baixo, respectivamente. 
Townshend tocou uma guitarra Gretsch 6120 Chet Atkins de 1959, alimentada por um pedal de volume Edwards para um amplificador Fender Bandmaster, que ele ganhou de presente de Joe Walsh enquanto estava em Nova York. Essa combinação se tornou sua principal configuração de gravação de guitarra elétrica para os álbuns subsequentes. Embora pretendido como uma gravação demo, o resultado final soou tão bem para a banda e Johns que eles decidiram usá-lo como versão final.  Overdubs, incluindo uma parte de violão tocada por Townshend, foram gravados no Olympic Studios no final de abril.   A faixa foi mixada no Island Studios por Johns em 28 de maio.  Depois que Lifehouse foi abandonado como projeto, Johns sentiu que "Won't Get Fooled Again", junto com outras músicas, eram tão boas que poderiam simplesmente ser lançadas como um single independente, que se tornou Who's Next . 

## Lançamento
"Won't Get Fooled Again" foi lançado pela primeira vez no Reino Unido como single lado A em 25 de junho de 1971, editado até 3:35. Substituiu "Behind Blue Eyes", que o grupo considerou não se adequar ao estilo musical estabelecido do Who, como escolha de single. Foi lançado em julho nos EUA. O lado B, "I Don't Even Know Myself", foi gravado no Eel Pie Studios em 1970 para um EP planejado que nunca foi lançado. O single alcançou a posição N° 9 nas paradas do Reino Unido e N° 15 nos EUA. O material publicitário inicial mostrou uma capa abandonada de Who's Next apresentando Moon vestido de travesti e brandindo um chicote. 
A versão completa da música apareceu como faixa de encerramento de Who's Next, lançada em agosto nos Estados Unidos e em 27 de agosto no Reino Unido, onde liderou as paradas de álbuns.  "Won't Get Fooled Again" atraiu fortes elogios dos críticos, que ficaram impressionados com o fato de um sintetizador ter conseguido ser integrado com tanto sucesso em uma música de rock.  O autor Dave Marsh descreveu o grito do cantor Roger Daltrey perto do final da faixa como "o maior grito de uma carreira cheia de gritos".  Cash Box disse sobre isso que a música tem "magia estimulante com a força instrumental e vocal marca registrada do Who" e que "a letra revolucionária combinada com o fervor da performance do grupo faz deste um monstro em seu caminho". A Record World disse que "cada elemento do som inconfundível e magnífico [do The Who] está presente aqui." O crítico de rock Paul Williams em uma edição da Rolling Stone, publicada em 17 de setembro de 1981, comparou a construção instrumental da versão longa com "Light My Fire" do The Doors. 
Em 2012, Paste classificou a música em terceiro lugar em sua lista das 20 melhores músicas do The Who, e em 2022, a Rolling Stone classificou a música em primeiro lugar em sua lista das 50 melhores músicas do The Who. Em 2021, a música ficou em 295º lugar na lista das 500 melhores músicas de todos os tempos da Rolling Stone. Em março de 2018, foi certificado Prata por 200.000 cópias vendidas no Reino Unido.

## Performances ao vivo
O The Who cantou a música pela primeira vez ao vivo na data de abertura de uma série de concertos relacionados ao Lifehouse no teatro Young Vic, em Londres, em 14 de fevereiro de 1971. Posteriormente, tem feito parte de todos os shows do Who desde então,   muitas vezes à medida que o set se aproximava e às vezes se estendia ligeiramente para permitir que Townshend quebrasse sua guitarra ou Moon chutasse sua bateria. O grupo se apresentou ao vivo sobre a parte do sintetizador sendo tocada em uma fita de apoio, o que exigia que Moon usasse fones de ouvido para ouvir uma faixa click, permitindo-lhe tocar em sincronia. Foi a última faixa que Moon tocou ao vivo para um público pagante em 21 de outubro de 1976  e a última música que ele tocou com o Who no Shepperton Studios em 25 de maio de 1978, que foi capturada no documentário The Kids Are Alright.  (Moon morreu em 7 de setembro de 1978.) A música fez parte do set do Who no Live Aid em 1985 e no Live 8 em 2005.
Em outubro de 2001, o The Who cantou a música no The Concert for New York City para ajudar a arrecadar fundos para as famílias dos bombeiros e policiais mortos durante os ataques de 11 de setembro. Eles terminaram seu show com "Won't Get Fooled Again" para um público receptivo e emocionado, com imagens aéreas em close-up dos edifícios do World Trade Center passando atrás deles em uma enorme tela digital. Em fevereiro de 2010, o grupo encerrou seu show no intervalo do Super Bowl XLIV com essa música. Embora o The Who tenha continuado a tocar a música ao vivo, Townshend expressou sentimentos contraditórios por ela, alternando entre orgulho e vergonha nas entrevistas.  O biógrafo do Who, John Atkins, descreveu a faixa como "a faixa quintessencial do Who's Next, mas não necessariamente a melhor". 
Várias versões ao vivo e alternativas da música foram lançadas em CD ou DVD. Em 2003, uma versão deluxe de Who's Next foi relançada para incluir a gravação da faixa no Record Plant de março de 1971 e uma versão ao vivo gravada no Young Vic em 26  abril de 1971. A música também está incluída no álbum Live at the Royal Albert Hall, de um show de 2000 com a participação de Noel Gallagher.
Daltrey, Entwistle e Townshend cantaram a música em shows solo. Townshend reorganizou a música para apresentação solo no violão. Em 30 de junho de 1979, ele cantou um dueto da música com o violonista clássico John Williams para o evento beneficente da Amnesty International de 1979 , The Secret Policeman's Ball.
Em maio de 2019, Daltrey e Townshend cantaram uma versão da música em instrumentos de sala de aula com Jimmy Fallon e sua banda local, The Roots para o Tonight Show.

## Paradas
| Paradas (1971)                        | Pico |
| ------------------------------------- | ---- |
| Austrália (Kent Music Report)         | 14   |
| Bélgica (Ultratop 50 da Valônia)      | 37   |
| Canada Top Singles (RPM)              | 7    |
| Alemanha (Offizielle Deutsche Charts) | 27   |
| Irlanda (IRMA)                        | 14   |
| Países Baixos (Dutch Top 40)          | 11   |
| Países Baixos (Single Top 100)        | 8    |
| UK Singles (OCC)                      | 9    |
| US Billboard Hot 100                  | 15   |
| US Cash Box Top 100                   | 9    |
| Paradas (2006)                        | Pico |
| UK Singles (OCC)                      | 144  |

| Paradas (1971)       | Rank |
| -------------------- | ---- |
| US Billboard Hot 100 | 84   |
| US Cash Box          | 40   |

## Ficha técnica
- Roger Daltrey – vocais principais
- Pete Townshend – guitarra elétrica, violão, EMS VCS 3, órgão Lowrey, voz
- John Entwistle – baixo
- Keith Moon – bateria, percussão

## Covers
A música foi regravada pela primeira vez em um estilo soul distinto por Labelle em seu álbum de 1972, Moon Shadow. Van Halen fez um cover da música em um show em 1992. Eddie Van Halen reorganizou a faixa para que a parte do sintetizador fosse tocada na guitarra. Uma gravação ao vivo foi lançada em Live: Right Here, Right Now, e alcançou o primeiro lugar na parada Billboard Album Rock Tracks.
Tanto Axel Rudi Pell (em Diamonds Unlocked) quanto Hayseed Dixie (em Killer Grass) fizeram covers da música em seus estilos estabelecidos de metal e bluegrass, respectivamente. Richie Havens fez um cover da faixa em seu álbum de 2008, Nobody Left to Crown, tocando a música em um ritmo mais lento que o original.